# قائمة الجوائز والترشيحات التي تلقتها جوهي تشاولا

فيما يلي قائمة الجوائز والترشيحات التي حصلت عليها الممثلة الهندية جوهي تشاولا.

## فلم فير
- أفضل ممثلة لأول مرة 1989.
- أفضل ممثلة 1994.
- رشحت أفضل ممثلة 1989-1991-1993-1997-1998.
- رشحت أفضل فيلم كمنتجة 2001 اشوكا.
- رشحت أفضل ممثلة مساعدة 2012.

## فيلم بوليود
- أشهر ممثلة 1999.

## جوائز الاكاديمية الهندية للأفلام
- رشحت أفضل ممثلة مساعدة 2006.

## زي سني
- أفضل فيلم رشحت 2001.
- رشحت أفضل ممثلة مساعدة 2004-2006.

## الشاشة
- رشحت أفضل ممثلة 1997-1998-2006.
- رشحت أفضل فيلم 2001.
- أفضل ممثلة مساعدة 200.
- أفضل طاقم عمل 2010.

## جوائز سانسو
- رشحت أفضل ممثلة مساعدة 2004.

## ابسرا
- رشحت أفضل ممثلة مساعدة 2004.

## جوائز ملكة جمال
- ملكة جمال الهند 1984.
- ملكة جمال المنصة 1984.
- يغيب مثالي عشرة 1984.
- ملكة جمال الشعب 1984.
- ملكة العجائب 1984.
- أفضل زي في ملكة جمال الكون 1984.

## جوائز اسيا في لندن
- أفضل ممثلة آسيوية 2011.

## أفضل ممثلة
- 1994.
- 1997.

## جوائز أخرى
- أقوى امرأة 2004.
- أفضل ممثلة مساعدة 2006.
- جائزة الكوميديا 2007.
- جوائز خاصة 2008-2011-2012-2013.

## ترشحات أفضل ممثلة
- 2006.
- 2004.
- 1998.
- 1997.

## جوائز افلامها في فلم فير
- أفضل فلم 1989-1995
- رشح أفضل فلم 2002